# Аль МакКензі
Аль МакКензі (англ. Al MacKenzie) — вигаданий персонаж з коміксів американського видавництва Marvel Comics. Дебютував у Nick Fury vs. S.H.I.E.L.D. #3 (серпень 1988) та був створений Бобом Гаррасом та Полом Нірі. Зображається як зв'язний між організаціями ЦРУ й Щ.И.Т.
Альфонсо «Мак» МакКензі є одним з головних героїв, починаючи з третього сезону у телесеріалі кіновсесвіту Marvel «Агенти Щ.И.Т.», роль якого зіграв Генрі Сіммонс. Зрештою він став новим директором організації Щ.И.Т. у рамках КВМ.

## Історія публікацій
Аль МакКензі вперше з'явився у Nick Fury vs. S.H.I.E.L.D. #3 (серпень 1988),  його створили письменник Боб Гаррас і художник Пол Нірі.
Згодом персонаж з’являється у Nick Fury, Agent of S.H.I.E.L.D. №1–7 (вересень 1989 — січень 1990).
Запис про МакКензі міститься у четвертому номері серії довідників всесвіту Marvel Official Handbook of the Marvel Universe Update '89.

## Біографія вигаданого персонажа
Аль Маккензі народився у місті Остін, штат Техас. Згодом він став зв'язним ЦРУ зі Щ.И.Т. Через певний час у нього зав'язалися романтичні стосунки з графинею Валентиною Аллеґрою де Фонтейн, що призвело до суперечностей з Ніком Ф'юрі. Унаслідок цього він повернувся до ЦРУ, разом із Валентиною.
Пізніше МакКензі приєднався до організації Щ.И.Т. на постійній основі та провів значний час на посаді старшого офіцера зв’язку з ЦРУ. Згодом, за невідомих обставин, Аль звільнився з агентства і написав неузгоджену книгу «ЗниЩ.И.Т.но: Неуповноважений інсайдерський погляд позаду найпотужнішої у світі глобальної шпигунської мережі» (англ. UnSHIELDed: an Unauthorized Insider's Look Behind the World's Most Powerful Global Spy Network), який нібито пояснює частину історії організації з його точки зору. З тих пір він також виступав неофіційним джерелом для журналіста Бена Уріха, спонукаючи його та Джессіку Джонс спробувати викрити несанкціоновану місію Ф'юрі у Латверії.

## Поза коміксами

### Серіали

Генрі Сіммонс у ролі Альфонсо Маккензі в «Агентах Щ.И.Т.»

МакКензі вперше з'являється у епізоді «Тіні» другого сезону телесеріалу «Агенти Щ.И.Т.», де його зіграв актор Генрі Сіммонс. Його повне ім’я — Альфонсо МакКензі, але найчастіше його звуть на прізвисько «Мак». Він є механіком та інженером, якого вербують у нещодавно відбудований Філом Колсоном Щ.И.Т. після подій фільму «Перший месник: Друга війна». Він є давнім другом Барбари «Боббі» Морс. Мак розвиває дружбу з Лео Фітцом, що реабілітується після травми мозку. Служачи в Щ.И.Т. він розвиває романтичні стосунки з Єленою «Йо-Йо» Родріґес, раніше ж він мав сім'ю, проте після смерті дочки усе змінилося. Пізніше Аль стає польовим агентом, згодом використовуючи саморобну зброю — дробовик з лезом сокири. Після сутички з кріанцями та війни з нелюдьми, він покидає організацію.
Коли команда переслідує Ворда та Гідру, Альфонсо повертається і тоді Колсон робить виконуючим обов'язки директора Щ.И.Т. У четвертому сезоні Мак ненадовго стає Примарним вершником, а пізніше через махінації АІДИ потрапляє у віртуальну реальність, де його дочка Гоуп все ще жива. Дейзі Джонсон і Джемма Сіммонс викривають, що все навколо є лише комп'ютерним кодом, проте Мак не вірить їм. Він вибирається звідти лише коли Гоуп зникає. У п'ятому сезоні МакКензі та інші потрапляють у 2091 рік, щоб протистояти постапокалітичному майбутньому. Після повернення додому і загибелі Філа Колсона, він стає повноправним директором організації, що й показано у наступному сезоні. Мак очолює Щ.И.Т. протягом наступного року, а далі бере участь у подорожі в часі, щоб запобігти нищівному вторгненню хронікомів. Тут показані його батьки, дитинство Мака і його брата. Роком після закінчення місії, Альфонсо знову показаний як директор на борту гелікеріера.
Мак має велику любов до автомобілів ще з дитинства і будучи механіком в Щ.И.Т. завжди хотів підремонтувати автомобіль Колсона — червоний Chevrolet Corvette 1962 року «Лолу». Він був проти цього, але у фіналі серіалу показано, що Альфонсо все-таки зміг покращити машину, подарувавши її ЖМЛ Колсону, який після всіх пригод прагне подорожувати світом. Філ коментує новий облік Лоли словом «Круто», на чому й закінчуються «Агенти Щ.И.Т.».
Сіммонс повторив роль героя у вебсеріалі із шести частин під назвою «Агенти Щ.И.Т.: Рогатка» 2016 року.
- Альфонсо МакКензі [Архівовано 14 лютого 2021 у Wayback Machine.] на Marvel Cinematic Universe Wiki, зовнішній вікі.